# Oberea ressli
Oberea ressli — вид жесткокрылых из семейства усачей.

## Распространение
Распространён в Турции.

## Описание
Тело очень узкое, палочковидное. Усики длинные, достигают кончика последнего стернита брюшка. Голова и переднеспинка красно-бурая, усики чёрные, ноги жёлто-бурые. Надкрылья мелко- и густозернистые, серые.